# Steve Adams (cầu thủ bóng đá, sinh năm 1959)
Stephen Adams (7 tháng 9 năm 1959 – 3 tháng 3 năm 2017) là một cựu cầu thủ bóng đá người Anh thi đấu ở Football League, ở vị trí tiền đạo.